# We Are Family (album)
Pour les articles homonymes, voir We Are Family.
Albums de Sister Sledge
Together (en)
(1977) Love Somebody Today
(1980)
Singles
1. He's the Greatest Dancer
Sortie : 3 février 1979
2. We Are Family
Sortie : 4 avril 1980
3. Lost in Music
Sortie : avril 1979
4. Thinking of You
Sortie : juin 1984

We Are Family est le troisième album studio du groupe de quatre sœurs Sister Sledge, sorti le 22 janvier 1979 chez Cotillion. L'album est produit, composé et interprété par Nile Rodgers et Bernard Edwards du groupe Chic.

## Sortie et historique
L'album, entièrement composé et produit par Nile Rodgers et Bernard Edwards, sort le 22 janvier 1979 et sera rapidement en tête du top album soul de 1979. 
We Are Family est l'un des deux albums produits par Bernard Edwards et Nile Rodgers en 1979, l'autre étant le troisième album de Chic Risqué comprenant les singles à succès Good Times et My Forbidden Lover. Nile Rodgers a déclaré : « [parmi les différents albums de Chic] je pense que We Are Family est notre meilleur album haut la main »,.
La voix principale de We Are Family a été enregistrée en une seule prise par Kathy Sledge, alors âgée de 19 ans. He's the Greatest Dancer est le premier single de l'album et est devenu le premier grand succès du groupe, atteignant le top 10 au Billboard Hot 100 et la première place du palmarès Hot Soul Singles.
We Are Family a été remastérisé numériquement et édité pour la première fois en CD en 1995 par Rhino Records.

## Postérité
Le succès de la chanson titre en a fait l'hymne de l'équipe américaine de baseball des Pirates de Pittsburgh. 
L'album fait partie des 1001 albums qu'il faut avoir écoutés dans sa vie. 
Le cœur du groupe Chic (Nile Rodgers à la guitare, Bernard Edwards à la basse et Tony Thompson à la batterie) accompagne les quatre sœurs Sledge (Debbie, Kim, Joni et Kathy) pour sortir un album d'anthologie en 1979

## Liste des titres
Toutes les chansons sont écrites et composées par Bernard Edwards et Nile Rodgers..
| A1. | He's the Greatest Dancer | 6:16 |
| A2. | Lost in Music            | 4:52 |
| A3. | Somebody Loves Me        | 4:59 |
| A4. | Thinking of You          | 4:31 |

| Face B | Face B                | Face B | Face B | Face B | Face B | Face B | Face B | Face B | Face B |
| No     | Titre                 | Durée  |        |        |        |        |        |        |        |
| ------ | --------------------- | ------ | ------ | ------ | ------ | ------ | ------ | ------ | ------ |
| B1.    | We Are Family         | 8:24   |        |        |        |        |        |        |        |
| B2.    | Easier to Love        | 5:05   |        |        |        |        |        |        |        |
| B3.    | You're a Friend to Me | 5:31   |        |        |        |        |        |        |        |
| B4.    | One More Time         | 3:17   |        |        |        |        |        |        |        |
| 43:56  |                       |        |        |        |        |        |        |        |        |

## Crédits
| Musiciens - Kathy Sledge : voix principale (A1, A3, A4, B1) - Debbie Sledge : voix principale (You're a Friend to Me) - Joni Sledge : voix principale (Lost in Music, Easier to Love) - Kim Sledge (en) : voix principale (One More Time) - Nile Rodgers : guitare - Bernard Edwards : basse - Tony Thompson : batterie - Robert Sabino (en) : piano, Clavinet - Raymond Jones : claviers, synthétiseur - Andy Schwartz : piano - Sammy Figueroa (en) : percussions - Jon Faddis, Ellen Seeling : trompettes - Barry Rogers : trombone - Jean Fineberg : saxophone - Alex Foster : saxophone, flûte - Cheryl Hong, Marianne Carroll, Karen Milne (The Chic Strings) : instruments à corde - Luther Vandross, Norma Jean Wright, David Lasley, Alfa Anderson, Diva Gray : chœurs - Gene Orloff – premier violon | Production - Bernard Edwards – réalisateur pour Chic Organization Ltd. - Nile Rodgers – réalisateur pour Chic Organization Ltd. - Bob Clearmountain – ingénieur du son - Burt Szerlip – ingénieur du son - Don Berman – ingénieur du son - Garry Rindfuss – ingénieur du son adjoint - Jeff Hendrickson – ingénieur du son adjoint - Ray Willard – ingénieur du son adjoint - Dennis King – mastérisation - Bob Defrin – direction artistique - Jim Houghton – photographie Toutes les chansons sont enregistrées et mixées au studio Power Station à New York. |

## Classements et certifications
| Classement (1979)             | Meilleure position |
| ----------------------------- | ------------------ |
| Canada (RPM Top Albums)       | 4                  |
| États-Unis (Billboard 200)    | 3                  |
| États-Unis (Top Soul LPs)     | 1                  |
| Nouvelle-Zélande (RIANZ)      | 45                 |
| Pays-Bas (Mega Album Top 100) | 33                 |
| Royaume-Uni (UK Albums Chart) | 15                 |

| Classement (1984-85)          | Meilleure position |
| ----------------------------- | ------------------ |
| Royaume-Uni (UK Albums Chart) | 7                  |

| Classement (1979)          | Rank |
| -------------------------- | ---- |
| Canada (RPM Top Albums)    | 28   |
| États-Unis (Billboard 200) | 37   |

### Certifications
| Région                                                                                                 | Certification | Ventes/Streams |
| --- | ------------- | -------------- |
| États-Unis (RIAA)                                                                                      | Platine       | 1 000 000^     |
| Royaume-Uni (BPI)                                                                                      | Or            | 100 000^       |
| *Ventes selon la certification ^Mise en rayon selon la certification xNon précisé par la certification |               |                |

### Note
1. ↑  « pound for pound, I think "We Are Family" is our best album hands down. »